# Княжество Капуя

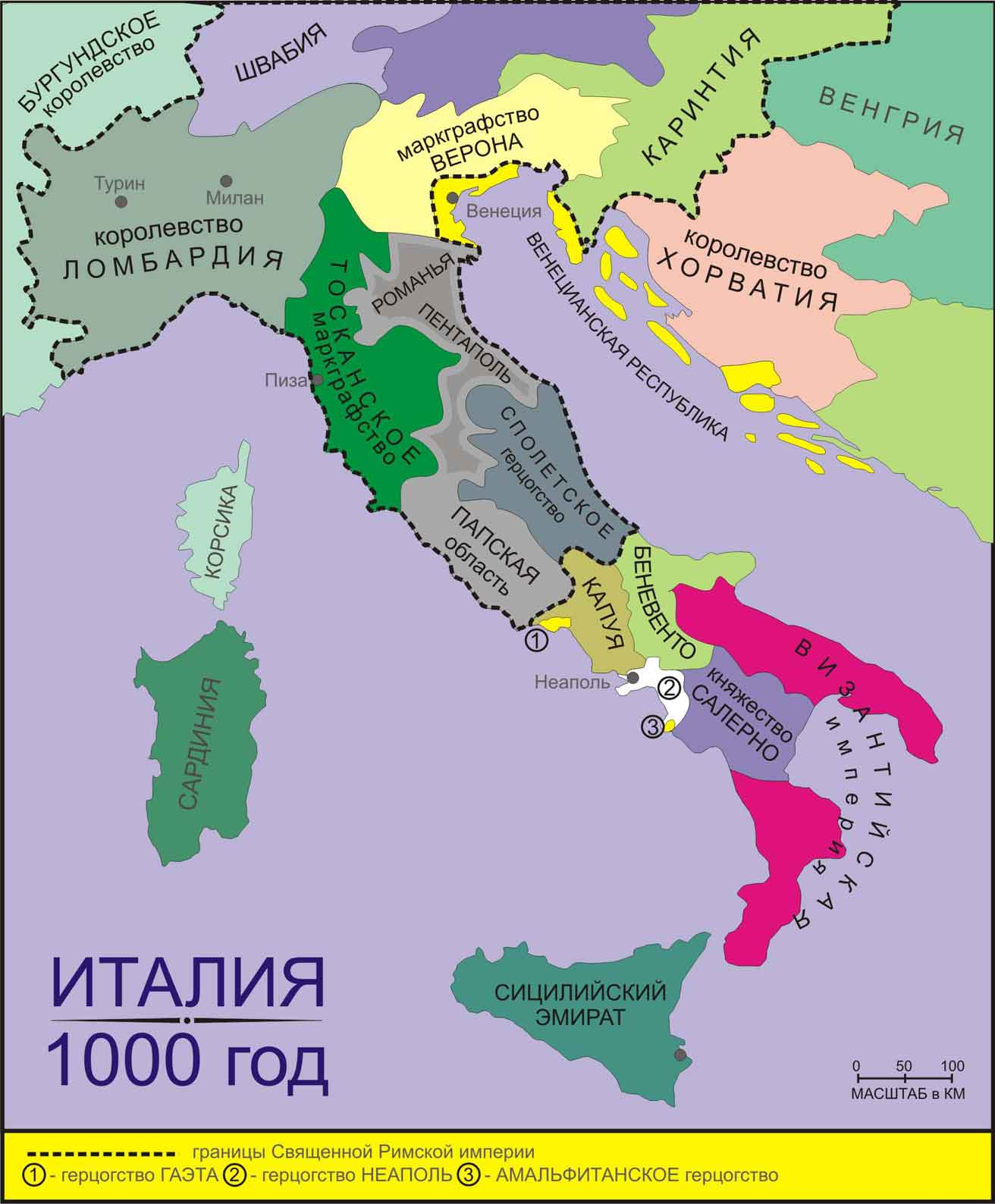
Княжество Капуя и его соседи

Капуя — фактически независимое государство в Южной Италии в IX — XII веках, в определённые моменты своей истории вассал Священной Римской и Византийской империй. Первоначально управлялось лангобардскими, затем норманнскими князьями. Поглощено Сицилийским королевством.

## Образование княжества
В ходе завоевания лангобардами Италии Капуя стала частью герцогства (затем княжества) Беневенто. Первоначально Капуя управлялась графами — вассалами правителей Беневенто, и история графства вплоть до 841 года остаётся слабо изученной.
После гибели беневентского князя Сикарда в княжестве Беневенто началась гражданская война между захватившим трон Радельхисом и Сиконульфом, братом убитого. Граф Капуи Ландульф I Старый и его сыновья поддержали Сиконульфа, и в 841 году город Капуя был захвачен и разорён арабами — союзниками Радельхиса. Ландульф I и его сын Ландо I не стали отстраивать разрушенный город, но построили Новую Капую (современный город Капуя) — примерно в 4 километрах от развалин старого. В 849 году княжество Беневенто было разделено на два — Беневенто с князем Радельхисом и Салерно с князем Сиконульфом. Графство Капуя стало частью княжества Салерно.
Воспользовавшись нестабильностью Салерно, правитель Капуи Пандо провозгласил независимость Капуи в 862 году и принял титул князя. После смерти Пандо в том же году его сын Панденульф был отстранён от власти епископом Ландульфом, объединившим светскую и духовную власть в одном лице. После смерти Ландульфа в Капуе разгорелась междоусобная война между Панденульфом, поддержанным князьями Беневенто, и его кузеном Ландо III, за спиной которого стояло Салерно. Только в 887 году стабильность в княжестве была восстановлена, и единоличным князем, при поддержке неаполитанского герцога-епископа Афанасия, стал Атенульф I. Во избежание новых споров о власти Атенульф установил порядок престолонаследия, при котором престол Капуи одновременно занимали несколько представителей княжеской династии — отец и сыновья, или несколько братьев, или дядя и племянники. Подобный порядок удовлетворял амбиции принцев крови, но зато внёс неразбериху в порядок нумерации князей (так, например, князь Пандульф делил власть последовательно с тремя Ландульфами — II, III и IV по беневентской нумерации, они же IV, V, VI по капуанской нумерации).

## Уния с Беневенто
В 899 году Атенульф I Капуанский захватил Беневенто и объявил два княжества нераздельными. Атенульф I установил союзнические отношения с Неаполем и Гаэтой и вёл борьбу с арабами, увенчавшуюся победоносной битвой при Гарильяно (915). Его сын, соправитель и наследник Ландульф I (IV по капуанской нумерации) направил свои усилия на ослабление позиций Византии в Апулии, но мало в этом преуспел. Ландульф II (V по капуанской нумерации) в союзе с Иоанном III Неаполитанским пытался свергнуть салернского князя Гизульфа I, но неудачно. Ландульф II пытался также воевать с Византией, но потерпел поражение и признал суверенитет Восточной империи.
Сыновья Ландульфа II, формально не расторгая унию двух княжеств, разделили власть: Пандульф I правил Капуей, а Ландульф III (VI по капуанской нумерации) — Беневенто. Пандульф I пережил брата (969 год), отстранил от власти племянника и унаследовал после смерти бездетного Гизульфа I Салерно (978 год), а в 981 году получил от императора Оттона II герцогство Сполето. Таким образом, перед своей смертью в марте 981 года Пандульф I объединил под своей властью все четыре лангобардских государства Южной Италии.
После смерти Пандульфа I уния лангобардских государств распалась: в Салерно уже в 983 году воцарилась собственная династия, а Беневенто также обрёл своего правителя. В руках Ландульфа IV (VI в Капуе) осталось только княжество Капуя.
После 990 года Капуя претерпела десятилетие нестабильности, и лишь в 1000 году Ландульфу VII удалось восстановить контроль над княжеством. После смерти Ландульфа VII регентом при его сыне Пандульфе II Капуанском стал Пандульф II Беневентский, в последний раз объединив на короткое время Капую и Беневенто.

## Капуя при Пандульфе IV
Наиболее яркой страницей истории Капуи стало правление князя Пандульфа IV (1016—1022, 1026—1038, 1047—1050), за свои жестокость и изворотливость получившего прозвище «Волк из Абруцци». Его правление отмечено постоянными стычками с соседними герцогствами Неаполь, Гаэта и Амальфи и конфликтами с Церковью, к привилегиям и собственности которой князь не имел почтения. Пандульф IV использовал в своих целях норманнов, которым щедро выплачивал вознаграждение из имущества, отнятого врагов и Церкви.
В 1022 году Пандульф IV был смещён и арестован в ходе специально предпринятого похода императора Генриха II, передавшего княжество Пандульфу (V) Теанскому. Преемник Генриха II Конрад II освободил Пандульфа IV, и в течение 1024—1026 годов Пандульф IV не только вернул себе Капую, но и завоевал Неаполь, а после смерти салернского князя Гвемара III фактически контролировал и Салерно (новый князь был по матери племянником капуанскому князю). В 1038 году Пандульф IV вновь лишился всех владений в ходе итальянского похода Конрада II, которого на помощь призвал Гвемар IV Салернский. Пандульф IV бежал к своим покровителям в Константинополь, где был неожиданно арестован и провёл несколько лет в заточении. Капуя стал частью владений Гвемара IV.
В 1047 году Генрих III, сын Конрада II, решил, что Гвемар IV сосредоточил в своих руках слишком большую власть и своей волей вернул Капую Пандульфу IV. Волк из Абруцци умер в 1050 году на своём троне, оставшись самой яркой личностью из капуанских властителей. Преемники Пандульфа IV оказались ничтожными правителями, и в 1058 году Капуя была взята норманнами.

## Норманнское княжество Капуя

Капуя и её соседи в 1084 году

Власть в Капуе перешла к графу Аверсы Ричарду I и его потомкам из рода Дренго. Первые князья Капуи из этой династии Ричард I и Жордан I вели активную внешнюю политику, то поддерживая пап, то выступая против них. В результате Капуя стала важнейшим игроком на политической сцене Италии.
После смерти Жордана I Капуя быстро склонилась к упадку. В 1091—1098 годах князь Ричард II был изгнан из Капуи и смог вернуть себе престол только при помощи герцога Апулии Рожера I, после чего признал себя вассалом герцога. Поскольку Апулия при Рожере I также значительно ослабела, капуанским князьям в течение последующих двух десятилетий удавалось вести себя независимо. Но с переходом Апулии в руки Рожера II и образованием Сицилийского королевства князь Капуи Роберт II был вынужден склониться под властью короля (1130 год). В 1131—1135 годы Роберт II был участником нескольких мятежей против Рожера II и в результате был изгнан из страны. Капуя, хотя и передавалась изредка в лен младшим членам королевской династии, стала частью королевства и потеряла свою независимость.

## Правители Капуи

### Ломбардские правители Капуи

#### Графы Капуи
- 840—843 Ландульф I
- 843—861 Ландо I
- 861 Ландо II
- 861—862 Пандо
- 862—863 Панденульф, свергнут
- 863—879 Ландульф II, епископ
- 879—882 Панденульф, вторично
- 882—885 Ландо III
- 885—887 Ланденульф I
- 887—910 Атенульф I
  - 901—910 Ландульф III, соправитель

#### Князья
В 900 году, княжества Беневенто и Капуя были объединены Атенульфом I и объявлены неразделимыми. Совмещение нумераций беневентских и капуанских князей, а также институт соправительства отцов и сыновей, братьев, дядей и племянников привносит определённую путаницу в дальнейшую нумерацию.
- 910—943 Ландульф III, с 901 года соправитель отца
  - 911—940 Атенульф II, соправитель
  - 940—943 Ландульф IV, соправитель
  - 933—943 Атенульф III, соправитель
- 943—961 Ландульф IV, с 940 года был соправителем Ландульфа III
  - 943—961 Пандульф I, соправитель
  - 959—961 Ландульф V, соправитель
- 961—968 Ландульф V, совместно с братом Пандульфом I, с 959 года соправитель Ландульфа IV
- 961—981 Пандульф I, совместно с братом Ландульфом V , был соправителем отца с 943 года Ландульфа IV, герцог Сполето (с 981 года), князь Салерно (с 978), князь Беневенто (с 961)
  - 968—981 Ландульф VI, соправитель

В 981—982 годах Беневенто и Капуя были окончательно разделены.
- 981—982 Ландульф VI
- 982—993 Ланденульф II
- 993—999 Лайдульф
- 1000 Адемар
- 1000—1007 Ландульф VII
- 1007—1022 Пандульф II
  - 1007—1014 Пандульф III, соправитель
- 1016—1022 Пандульф IV «Волк из Абруцци»
- 1022—1026 Пандульф V, граф Теано
- 1026—1038 Пандульф IV «Волк из Абруцци»
- 1038—1047 Гвемар, князь Салерно
- 1047—1050 Пандульф IV «Волк из Абруцци»
- 1050—1057 Пандульф VI
- 1057—1058 Ландульф VIII

### Норманнские правители
В 1058 году Капуя была взята графом Аверсы Ричардом Дренго, основавшим новую династию капуанских князей.
- 1058—1078 Ричард I
- 1078—1091 Жордан I
- 1091—1106 Ричард II
  - 1092—1098 Ландо IV, узурпатор
- 1106—1120 Роберт I
- 1120 Ричард III
- 1120—1127 Жордан II
- 1127—1135 Роберт II изгнан Рожером II

### Апанажпринцев дома Отвилей
- 1135—1144 Альфонсо, сын Рожера II
- 1144—1154 Вильгельм, сын Рожера II
- 1155—1158 Роберт III, сын Вильгельма I Злого
- 1166—1172 Генрих, сын Вильгельма I Злого

## Схематическое генеалогическое древо лангобардских правителей Капуи
Ландульф I (граф Капуи)
a Ландо I (граф Капуи)
aa Ландо II (граф Капуи)
b Пандо (князь Капуи)
ba Панденульф (князь Капуи)
c Ландульф II (князь Капуи)
d Ландульф Теанский
da Ландо III (князь Капуи)
db Ланденульф I (князь Капуи)
dc Атенульф I (князь Капуи) (он же Атенульф I (князь Беневенто))
dca Ландульф III (князь Капуи) (он же Ландульф I (князь Беневенто))
dcaa Атенульф III (князь Капуи) (он же Атенульф III (князь Беневенто))
dcab Ландульф IV (князь Капуи) (он же Ландульф II (князь Беневенто))
dcaba Пандульф I (князь Капуи) (он же Пандульф I (князь Беневенто), он же Пандульф I (князь Салерно))
dcabaa Ландульф VI (князь Капуи) (он же Ландульф IV (князь Беневенто))
dcabab Пандульф II (князь Салерно)
dcabac Ланденульф II (князь Капуи)
dcabad Лайдульф (князь Капуи)
dcabb Ландульф V (князь Капуи) (он же Ландульф III (князь Беневенто))
dcabba Пандульф III (князь Капуи) (он же Пандульф II (князь Беневенто))
dcabbaa Ландульф V (князь Беневенто)
dcabbab Пандульф IV (князь Капуи)
dcabbaba Пандульф VI (князь Капуи)
dcabbabb Ландульф VIII (князь Капуи)
dcabbb Ландульф VII (князь Капуи)
dcabbba Пандульф II (князь Капуи)
dcb Атенульф II (князь Капуи) (он же Атенульф II (князь Беневенто))